# Viktor Wassilko von Serecki

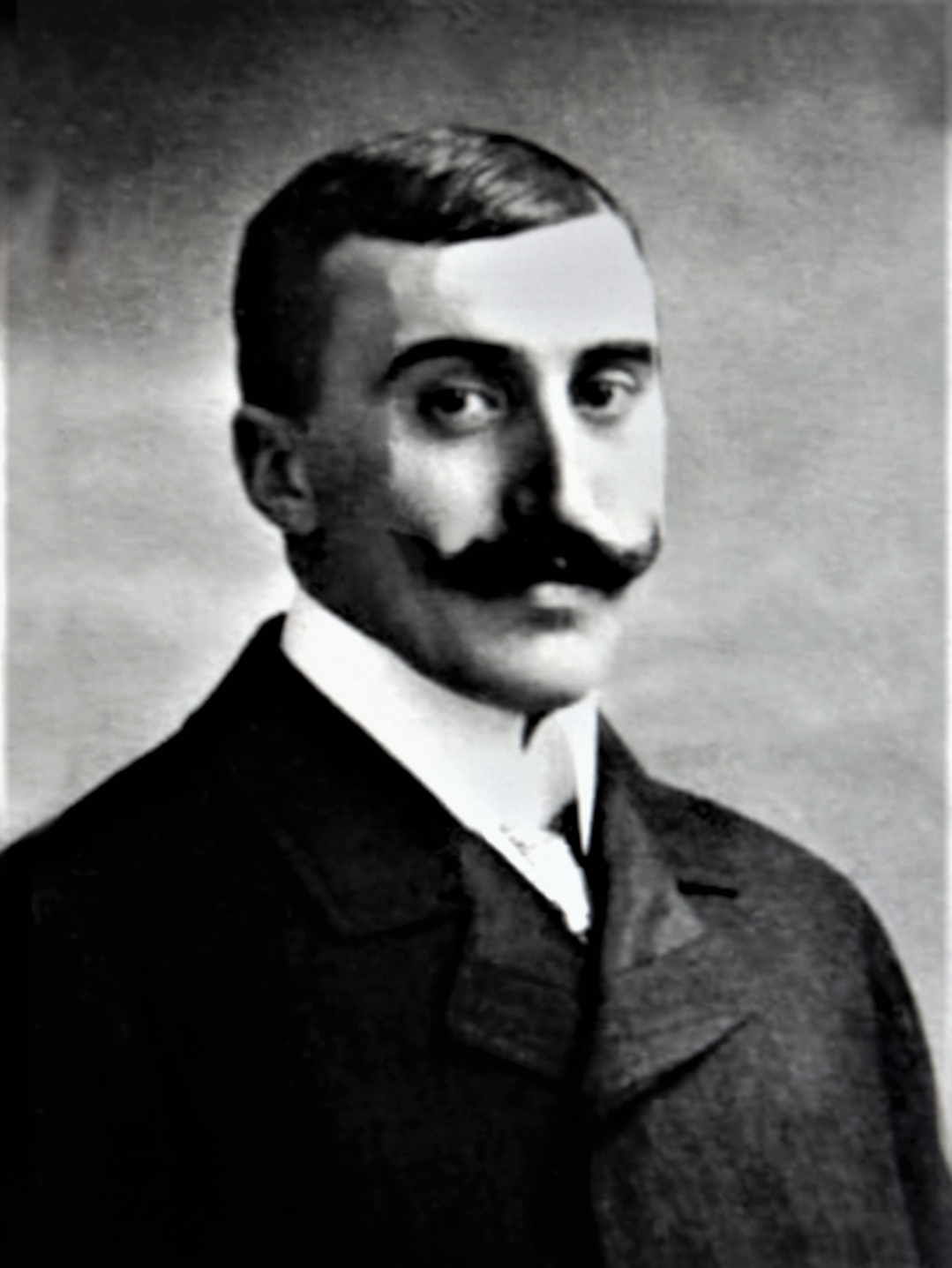
Victor Graf Wassilko (um 1895)

Viktor (Victor) Graf Wassilko von Serecki (* 19. Mai 1872 auf Schloss Berhometh; † 13. Juli 1934 in Czernowitz) war K. u. K. Kämmerer, Leutnant d. R., und ein hoher rumänisch-orthodoxer geistlicher Würdenträger aus der Familie Wassilko.

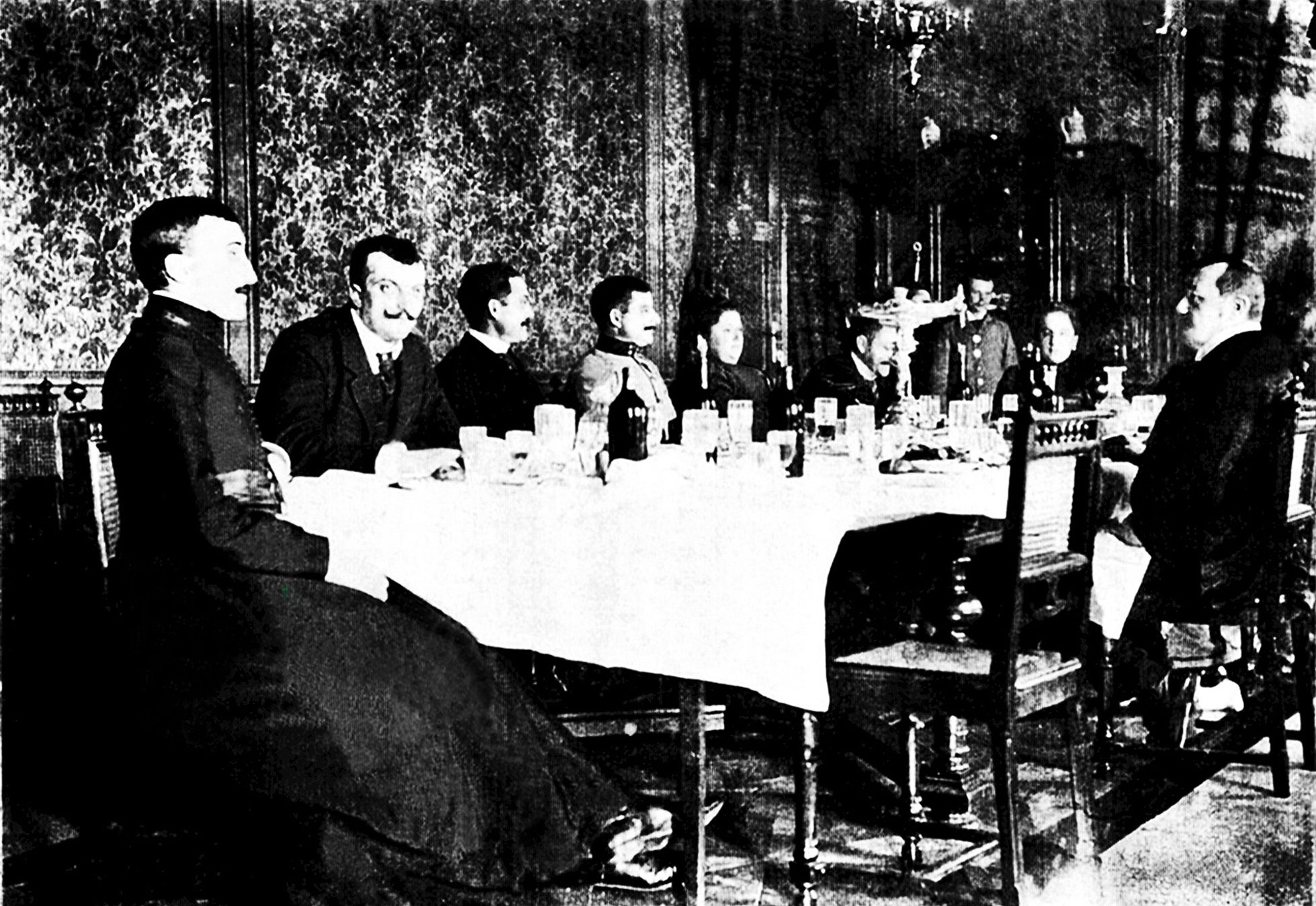
Familienfeier auf Schloss Berhometh 1904, Viktor im Vordergrund

## Biographie
Der jüngste Sohn des Alexander Freiherrn Wassilko von Serecki besuchte nach Privaterziehung bis zur sechsten Klasse das Gymnasium in Czernowitz (Cernăuţi), sodann bis zum Ablegen der Matura im Jahre 1892 das k. k. Staats-Ober-Gymnasium von Rădăuți (deutsch Radautz).
Anschließend meldete er sich freiwillig zum Militärdienst, wo er zuerst im K.u.k. Dragoner-Regiment „Erzherzog Albrecht“ Nr. 9 diente und 1893 als Unterleutnant im K. u. k. Ulanen-Regiment „Erzherzog Carl“ Nr. 3 entlassen wurde.
Danach nahm er das Studium der Rechte in Czernowitz auf, das er 1898 erfolgreich beendete, bevor er sich dem der Theologie widmete.
In jener Zeit engagierte er sich sehr für die rumänische Gesellschaft „Junimea“, der einflussreichsten geistigen, kulturellen und politischen rumänischen Vereinigung des 19. Jahrhunderts. So war er 1893/94 deren Bibliothekar und Kontrolleur und wurde 1894 mit großer Mehrheit zu deren Vizepräsidenten und Verwalter des Kassenwesens gewählt. Später war er ein großer Förderer und Ehrenvorsitzender dieser Institution.
Viktor wurde im Februar 1914 zum griechisch-orthodoxen Feldkuraten im Verhältnis der Evidenz der k. k. Landwehr beim Landsturmbezirkskommando 22 ernannt. Während des Ersten Weltkriegs diente er als rumänisch-orthodoxer K. u. K. Militärpfarrer im Rang eines Rittmeisters und wurde unter anderem mit dem Geistlichen Verdienstkreuz 2. Klasse am weiß-roten Bande ausgezeichnet.

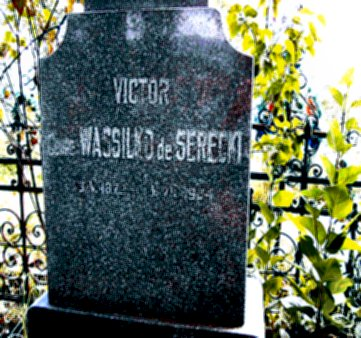
Grab des Viktor Wassilko von Serecki in Berhometh

Er bekleidete 1926 die Ämter eines Exarchen und rumänisch-orthodoxen Archidiakons in Wien. Nach seiner Emeritierung fungierte er als Pfarrer für die Spitäler in Czernowitz.
Viktor wurde bereits am 19. Dezember 1905 mit dem Titel eines  k. u. k. Kämmerers geehrt und durch Allerhöchste Entschließung vom 29. August 1918 (Eckartsau) von Kaiser Karl I. wegen seiner Treue zum Staat und seiner persönlichen Opfer in den Grafenstand erhoben.

## Familie
Noch vor Ablegen der priesterlichen Gelübde heiratete er 24. Mai 1903 auf Gut Jadova Florica (* 14. Juli 1878 in Zadowa (Jadova); † 2. April 1914 ebenda), Tochter des Gutsbesitzers Alexander Ritter von Gojan (Goian). Die Ehe wurde bereits am 20. Februar 1909 geschieden, eventuell auch deshalb, um Viktor nicht eine spätere geistliche Karriere zu verwehren.
Der einzige Sohn Iancu (* 22. März 1904) wurde nach dem durch den Hitler-Stalin-Pakt bedingten Einmarsch sowjetischer Truppen als Gefangener in die UdSSR verschleppt und kam dort in einem Internierungslager aus ungeklärter Ursache 1942 ums Leben.

## Wappen

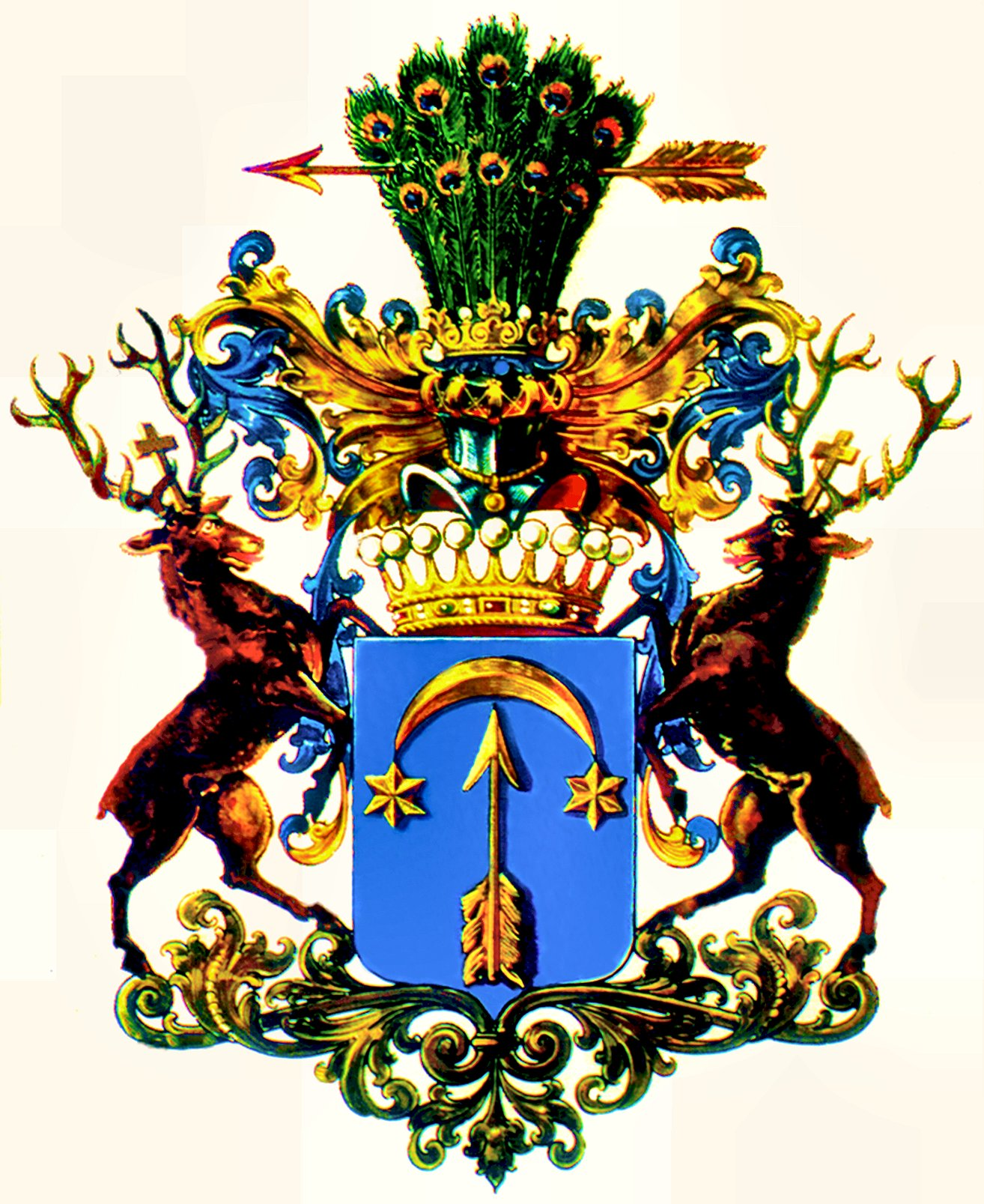
Wappen der Grafen Wassilko von Serecki

Ein blauer Schild, in welchem ein aufgerichteter Pfeil von einem Halbmonde, dessen nach abwärts gekehrte Spitzen mit je einem sechsstrahligen Sterne besetzt sind, überstiegen wird, dies alles golden. Auf dem Hauptrande des Schildes ruht die goldene Grafenkrone mit neun sichtbaren Perlenzinken, überhöht von einem offenen gekrönten Turnierhelme, den beiderseits blaue, mit Gold unterlegte Decken umwallen. Aus der Helmkrone geht ein von einem goldenen Pfeil quer nach rechts durchschossener natürlicher Pfauenwedel von zwei Reihen zu je fünf Federn hervor. Unterhalb des Schildes verbreitet sich eine bronzefarbene Arabeske, auf welcher zwei als Schildhalter dienende, einander zugekehrte aufgerichtete natürliche Hirsche, die zwischen den Geweihen goldene Kreuze tragen, stehen.